# Nokia C7-00
Nokia C7-00 — смартфон производства компании Nokia, выпущенный 26 октября 2010 года. Работает под управлением операционной системы Symbian³ с возможностью использования нескольких рабочих столов. Оснащается емкостным сенсорным экраном.

## Характеристики
- Экран — 3,5" 640×360 пикселей, AMOLED, 16,7 миллионов цветов
- Датчики ориентации (акселерометр), приближения и внешнего освещения
- Процессор — ARM11, 680 МГц
- Медиапроцессор — Broadcom bcm2727 с графическим ядром OpenGL-ES 2.0
- 8,5 ГБ внутренней памяти
- Гнездо для карты памяти MicroSD (до 32 ГБ)
- Батарея — BL-5K 1300 мА·ч, 3,7V, 4.8Wh, Li-Ion
- Сеть передачи данных — GPRS/Edge Class B, HSDPA Cat9, HSUPA Cat5, WLAN IEEE 802.11 b/g/n
- Интегрированный GPS и A-GPS
- Камера — 8 Мпикс с возможностью записи видеороликов (до 720p при 25 кадрах в секунду)
- Производство: Китай и Венгрия